# William D. MacGillivray
William D. MacGillivray est un réalisateur, scénariste, monteur et producteur canadien né à Saint-Jean, Terre-Neuve, le 24 mai 1946.

## Filmographie

### comme réalisateur
- 1983 : Stations
- 1986 : Linda Joy
- 1987 : Life Classes
- 1987 : I Will Make No More Boring Art
- 1989 : The Vacant Lot
- 1990 : Understanding Bliss
- 2005 : Silent Messengers
- 2005 : Reading Alistair MacLeod

### comme scénariste
- 1983 : Stations
- 1987 : Life Classes
- 1987 : I Will Make No More Boring Art
- 1989 : The Vacant Lot
- 1990 : Understanding Bliss
- 2005 : Reading Alistair MacLeod

### comme monteur
- 1983 : Stations
- 1987 : Life Classes
- 1987 : I Will Make No More Boring Art
- 1989 : The Vacant Lot
- 1990 : Understanding Bliss
- 1990 : No Apologies

### comme producteur
- 1987 : Life Classes
- 1987 : I Will Make No More Boring Art
- 1990 : Understanding Bliss
- 1990 : No Apologies
- 1999 : One Heart Broken Into Song